# Une tournée dangereuse
Pour plus de détails, voir Fiche technique et Distribution.
Une tournée dangereuse (en russe : Опасные гастроли, Opasnye gastroli) est un film musical soviétique en noir et blanc, réalisé par Gueorgui Jungwald-Khilkevitch au Studio d'Odessa en 1969.

## Synopsis
L'histoire se déroule à Odessa en 1910. La cellule française du POSDR organise la livraison de tracts de propagande en Russie, en passant par le port de cette ville. Pour diffuser ce matériel subversif, un théâtre de variétés est fondé à Odessa ; celui-ci acquiert une certaine renommée et part en tournée, permettant ainsi aux militants bolchéviques, qui se font passer pour des comédiens, de se déplacer sans attirer les soupçons. Chaque lot de tracts est présenté comme un colis contenant des accessoires de théâtre fabriqués en France.

## Fiche technique
- Titre français : Une tournée dangereuse
- Titre original : Опасные гастроли (Opasnye gastroli)
- Réalisation : Gueorgui Jungwald-Khilkevitch
- Scénario : Mikhaïl Melkoumov
- Photographie : Fiodor Siltchenko
- Direction artistique : Iouri Bogatyrenko
- Musique : Olexandre Bilach
- Son : Anatoli Netrebenko
- Montage : Etna Maïskaïa
- Commissaire à la direction du tournage : Sergueï Tsivilko
- Rédaction[Quoi ?] : Vitali Berezinski
- Maquillage : Vladimir Talala
- Costumes : Boris Knoblok
- Société de production : Studio d'Odessa
- Pays d'origine :  Union soviétique
- Format : noir et blanc - mono
- Genre : film musical
- Durée : 83 minutes
- Dates de sortie : 1969 (URSS)

## Distribution
- Nikolaï Grinko : Andreï Maximovitch
- Vladimir Vyssotski : Georges Bengalski
- Efim Kopelian : Ivan Babrouïski-Doumbadzé
- Lionella Pyrieva (ru) : Sophie
- Ivan Pereverzev : Casimir Koulbras
- Gueorgui Youmatov : Maxime
- Nikolaï Fedortsov (ru) : Borissov
- Vladimir Choubarine (ru) : Alfred II
- Rada Volchaninova (ru) : Rada Franovskïa
- Semion Kroupnik (ru) : Alibaba
- Borislav Brondoukov : Antip
- Vladimir Gouliaev : policier
- Viktor Pavlovski (ru) : fileur
- Nikolaï Rojkov (ru) : commerçant